# 팩스 모뎀

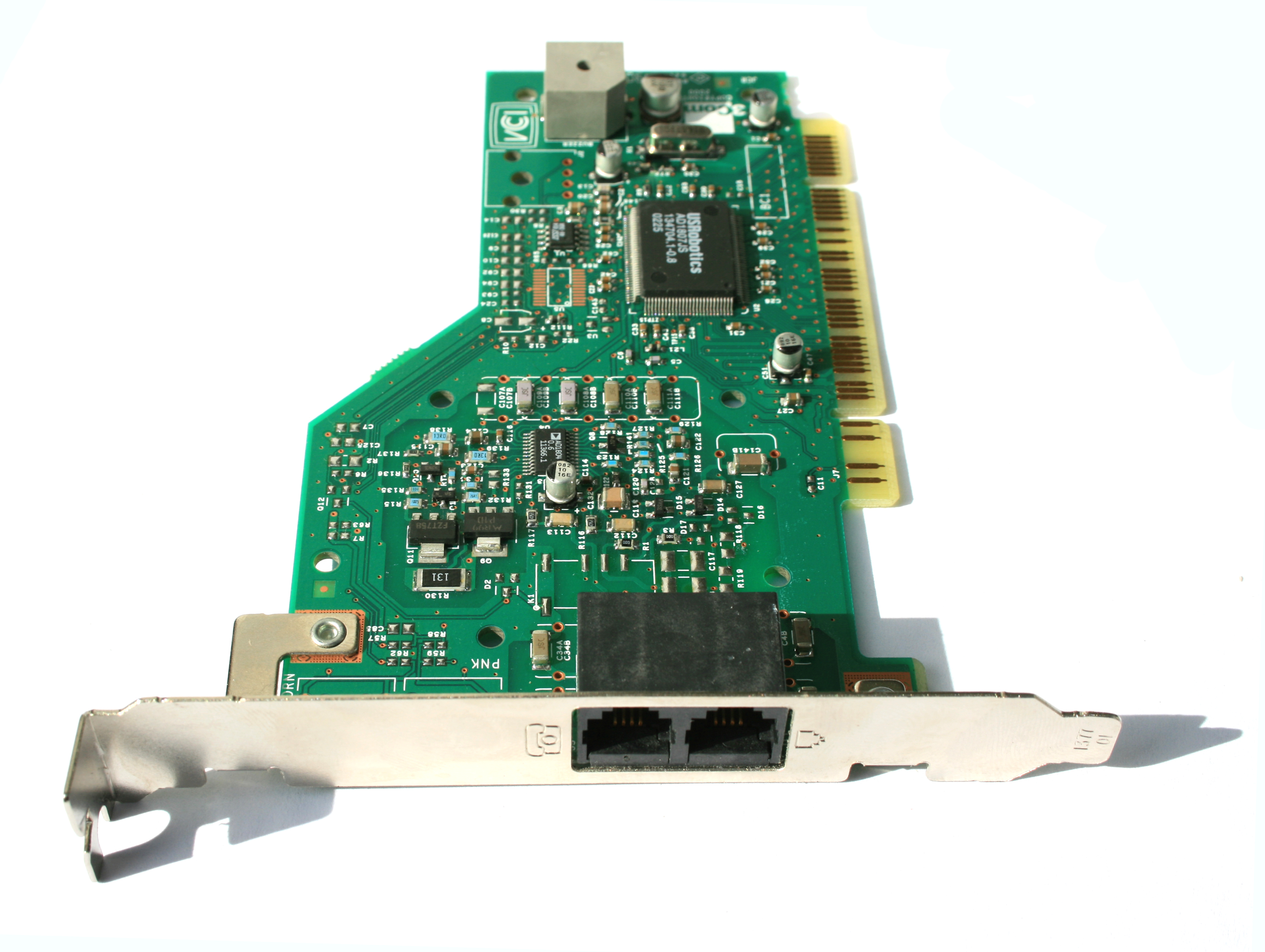
V.92 팩스 모뎀 카드

팩스 모뎀(fax modem)은 컴퓨터가 전화선을 통해 팩시밀리로 문서를 송수신할 수 있게 도와주는 기기이다. 팩스 모뎀은 데이터 모뎀과 비슷하지만 팩스 머신이나 다른 팩스 모뎀을 통해 문서를 주고받을 수 있도록 설계되어 있다. 그러나 모든 팩스 모뎀이 그러한 것은 아니지만 일부는 데이터 모뎀의 역할도 수행할 수 있다. 다른 모뎀처럼 팩스 모뎀들은 내부에 장착하거나 외부 형태인 경우일 수도 있다. 내장 팩스 모뎀들은 팩스 보드(fax board)라고도 한다.
1990년대 초에 중소기업 PC들은 일반적으로 PC 기반의 팩스/모뎀 카드와 팩스 소프트웨어(보통 윈팩스 프로)를 갗주고 있었다. 크게는 전자우편에 대체된, 팩스/모뎀 기능을 갖춘 PC 기반 팩스 기능은 세기가 지나면서 사라져갔다. PC로부터의 팩스 기능이 필요한 곳에서는 그 대안이 되는 수많은 인터넷 기반 팩스 송신 기능이 있다.

## PC 팩스 기능
컴퓨터 사용자들은 카드와 전화선 접속, 소프트웨어를 사용하여 PC 팩스/모뎀을 구축할 수 있다. 팩스 모뎀을 프린터로 처리할 수 있는 특수한 프린터 드라이버가 포함될 수 있다. 팩스 연동은 표준 기능을 통해 사용자가 팩스 전화번호를 이메일 메시지 주소로 사용하고 이메일을 통해 PDF 첨부파일 형태로 표시되는 팩스 내용을 받을 수 있는 호스팅 PBX 제품에서 통합 커뮤니케이션(예: 이메일, 음성 메일, 팩스 관리 모두)으로 이용이 가능하다.
의료 시스템들은 21세기 들어서 이 기술을 계속 사용하고 있으나 수많은 가정과 사업체 사용자들은 고속 인터넷의 선호로 인해 팩스 모뎀의 사용을 중단하였다.

## 그림
팩스 모뎀 폼 팩터
- 외장형 14.4K 데이터, 팩스 모뎀
- 외장형 33.6K 데이터, 팩스 모뎀
- 휴대용 컴퓨팅 환경을 위한 PCMCIA 팩스 모뎀

## 같이 보기
- 팩시밀리
- 팩스 서버
- 인터넷 팩스
- 모뎀
- 펄스 부호 변조